# Emily L. Morton
Pour les articles homonymes, voir Morton.
Emily L. Morton (3 avril 1841 - 8 janvier 1920 ) est une entomologiste et illustratrice scientifique américaine. Elle est co-autrice à ses débuts de la série The Life-Histories of the New York Slug Caterpillars.

## Biographie
Emily L. Morton naît le 3 avril 1841 à New Windsor, New York. À l'âge de treize ans, elle est tombée sur un livre scientifique sur les insectes avec leurs noms latins et s'intéresse à la collection de livres sur les insectes.
Dans les cercles entomologiques américains, Emily Morton a décrit l'histoire de la vie des lépidoptères en acquérant, élevant et illustrant les étapes de leur vie.
Elle rencontre d'autres collectionneurs par le biais d'articles et d'annonces dans la revue The Canadian Entomologist (en). En 1893, Emily Morton commence à coopérer avec l'entomologiste Harrison Gray Dyar après qu'ils ont placé des annonces mutuelles pour des échanges de papillons de nuit, y compris des limacodidés dans Entomological News.
Elle a également fourni à un chercheur, Alpheus Spring Packard, PhD, des spécimens rares d'insectes nuisibles aux forêts et aux arbres d'ombrage, tels que Janassa lignicolor, Hyparpax aurora et autres.
Emily Morton a vendu huit spécimens de sa vaste collection de lépidoptères, dans laquelle elle avait hybridé plusieurs formes, à un collectionneur anglais.
On ne sait pas si elle publie les résultats de ses recherches, mais Emily Morton devient coautrice au début de la série The Life-Histories of the New York Slug Caterpillars(en français, Les Histoires de la vie des chenilles de limaces de New York).
En 1904, la collection d'insectes d'Emily Morton est divisée entre le Musée américain d'histoire naturelle, la Société d'histoire naturelle de Boston et des collectionneurs privés.
Emily L. Morton décède le 8 janvier 1920, à New Windsor.